# Diözesanmuseum Brünn

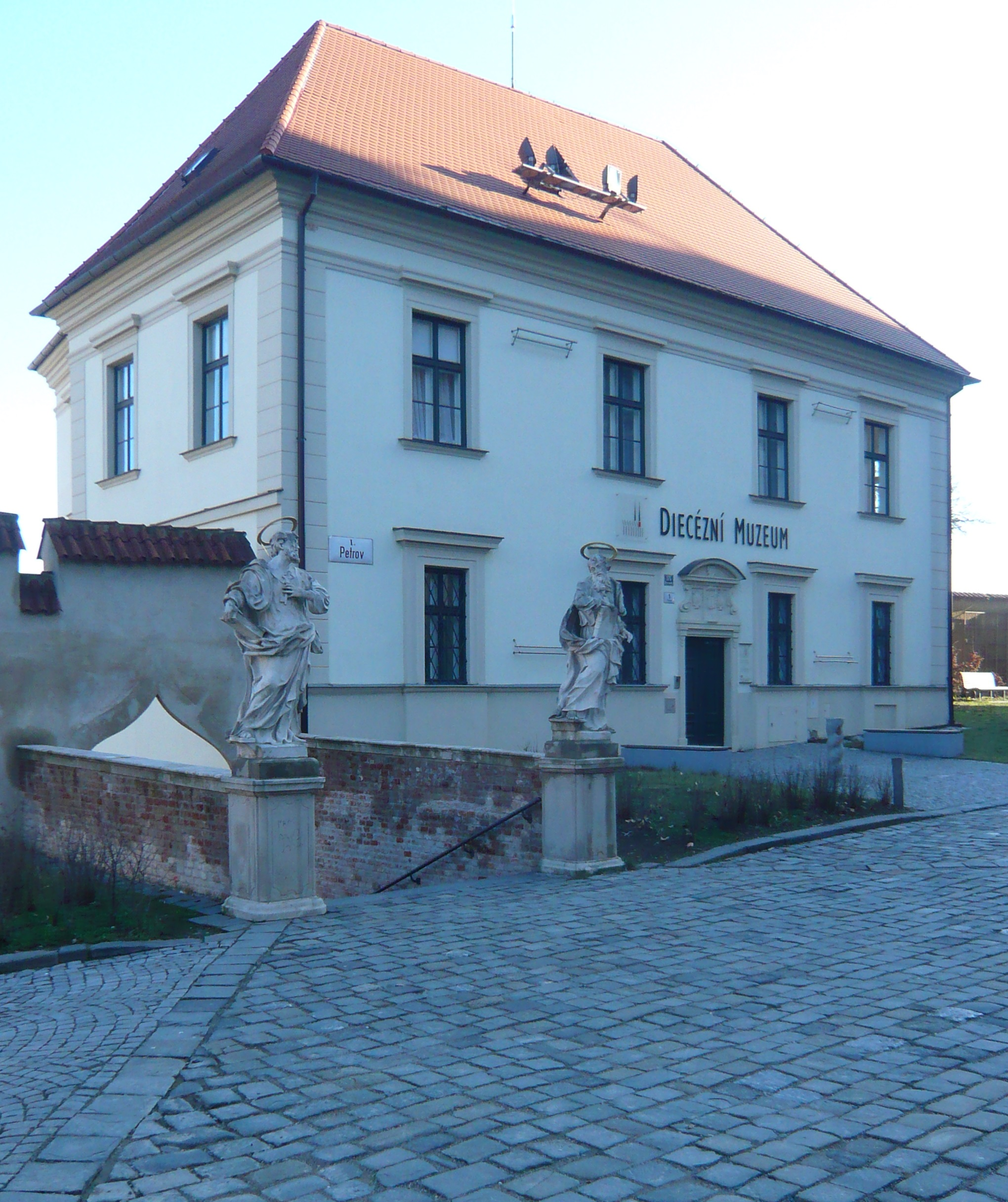
Diözesanmuseum Brünn

Das Diözesanmuseum Brünn ist ein kirchliches Kunstmuseum in Trägerschaft des Bistums Brünn und befindet sich in unmittelbarer Nähe des Brünner Bischofssitzes.

## Aufgaben
Hauptziel des Museums ist das Sammeln, die fachgerechte Konservierung und Lagerung sowie die wissenschaftliche Aufarbeitung von sakraler Kunst, die auch der Öffentlichkeit zugänglich gemacht werden soll. Neben den in der Dauerausstellung gezeigten Exponaten werden Sonderausstellungen erarbeitet, die teilweise auch in der Domkrypta gezeigt werden.

## Geschichte

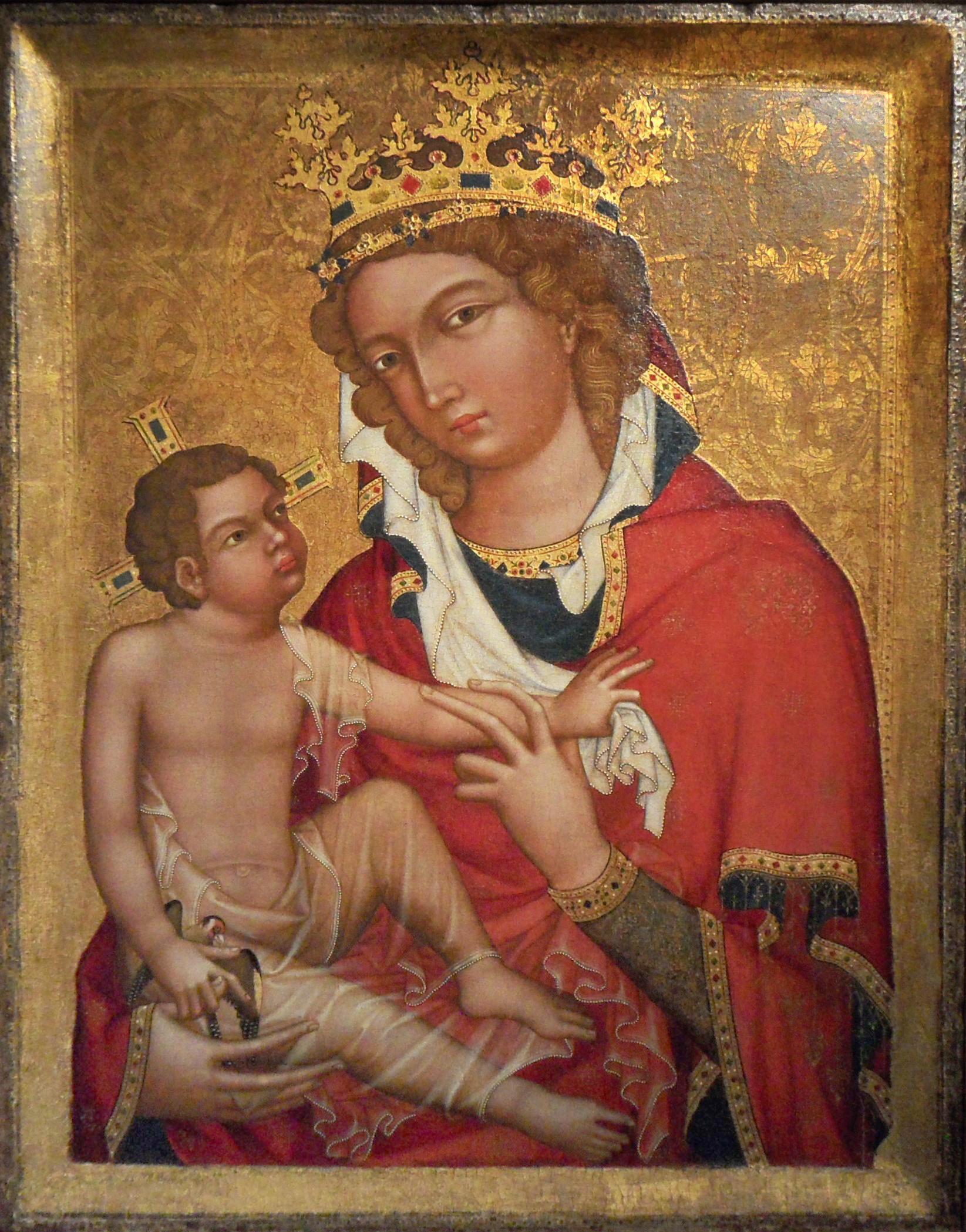
Madonna von Veveří (1350)

Schon bald nach dem demokratischen Umbruch in Tschechien wurde das Museum am 1. Juni 1993 gegründet. Das Museum war zu Beginn in der Abtei St. Thomas untergebracht.
Nach dem Umzug in das derzeitige Museumsgebäude wurde die Dauerausstellung Vita Christi eingerichtet, die wertvolle Exponate aus dem Mittelalter (gotische Kunst ab dem 13. Jhdt.), der Renaissance- und der Barockzeit zeigt. Sonderausstellungen widmeten sich unter anderem dem 1636 in Brünn verstorbenen Olmützer Bischof Franz Seraph von Dietrichstein.

## Bestände
Das Museum sammelt und bewahrt künstlerisch wertvolle Gegenstände aus Kirchen, Klöstern und Friedhöfen des römisch-katholischen Bistums Brünn, die nicht mehr an ihrem ursprünglichen Ort verbleiben können. Zu den herausragenden Kunstwerken der Sammlung zählen die Madonna von Klentnice (1290), zwei Reliefs des gotischen Altars von Mostiště (1510) und die Gemälde Geißelung Christi und Heilung des Blinden aus dem 17. Jahrhundert. Seit März 2016 ist das Museum um einen künstlerischen Höhepunkt reicher, als das Bild der Madonna von Veveří von der Nationalgalerie in Prag nach langem Rechtsstreit (als Leihgabe der Pfarre Eichhorn Bittischka) übergeben wurde.

## Das Museumsgebäude
Als Ausstellungsgebäude wurde das ehemalig Wohnhaus des Dekans des Domkapitels den Anforderungen eines modernen Museums entsprechend adaptiert und mit den notwendigen technischen Einrichtungen (Klimatisierung und Einbruchssicherung) ausgestattet. Das Gebäude wurde 1618 im Stil des Manierismus auf mittelalterlichen Fundamenten errichtet. Es wurde von Kardinal und Reichsfürst Franz Seraph von Dietrichstein bewohnt, während sich dessen repräsentatives Stadtpalais (das Dietrichstein-Palais beherbergt heute einen Teil des Mährisches Landesmuseums) in Bau befand. Die Fassade wurde später klassizistisch umgestaltet. Das Museum befindet sich am nördlichen Rand der Terrasse am Petrov-Hügel unmittelbar neben der St.-Peter-und-Paul-Kathedrale und dem Bischofspalast.